# Aleksander Sacharuk
Aleksander Sacharuk, lit. Aleksander Sacharuk (ur. 24 września 1977 w Skojdziszkach) – litewski policjant i adwokat narodowości polskiej, od 2008 do 2012 poseł na Sejm Republiki Litewskiej.

## Życiorys
Dzieciństwo spędził w Skojdziszkach, Landwarowie i Pogirach. Po ukończeniu gimnazjum w Pogirach rozpoczął naukę w Litewskiej Akademii Policyjnej. W 1999 uzyskał licencjat w dziedzinie nauk prawnych, a dwa lata później magisterium.
W 1996 rozpoczął pracę jako policjant w rejonie wileńskim. Od 1997 do 2000 pracował jako młodszy inspektor w wydziale ds. przestępczości policji rejonu wileńskiego, później był inspektorem oraz komisarzem. W 2003 podjął studia na Wydziale Ekonomii Uniwersytetu Wileńskiego. Kształcił się na kursach prawniczych dotyczących m.in. ścigania przestępstw, handlu ludźmi oraz kontroli rozprzestrzeniania broni nuklearnej.
Założył amatorski klub sportowy SMK „Policija”, którego został prezesem. W 2007 zrezygnował ze służby i rozpoczął działalność adwokacką. W 2008 wstąpił do Partii Wskrzeszenia Narodowego, z ramienia której kandydował w wyborach parlamentarnych w tym samym roku w okręgu Wilno-Troki, przegrywając w II turze z Jarosławem Narkiewiczem. Mandat uzyskał jednak z listy państwowej po tym, jak z zasiadania w parlamencie zrezygnowała Daiva Tamošiūnaitė-Budrė. W trakcie kadencji przystąpił do frakcji Partii Chrześcijańskiej. W 2010 ujawniono, iż ponad 10 razy głosował za nieobecnego na parlamentarnej sesji Linasa Karaliusa. Sąd Najwyższy uznał, że naruszył swoim zachowaniem konstytucję, w głosowaniu Sejm nie zdecydował jednak o pozbawieniu go mandatu (za taką decyzją głosowało 80 deputowanych przy wymaganej większości 83 głosów). W 2012 nie ubiegał się o poselską reelekcję.

## Życie prywatne
Od 2006 związany z Žygintą Blažytė, z którą ma córkę Auksė.